# St. Amandus (Aschendorf/Ems)

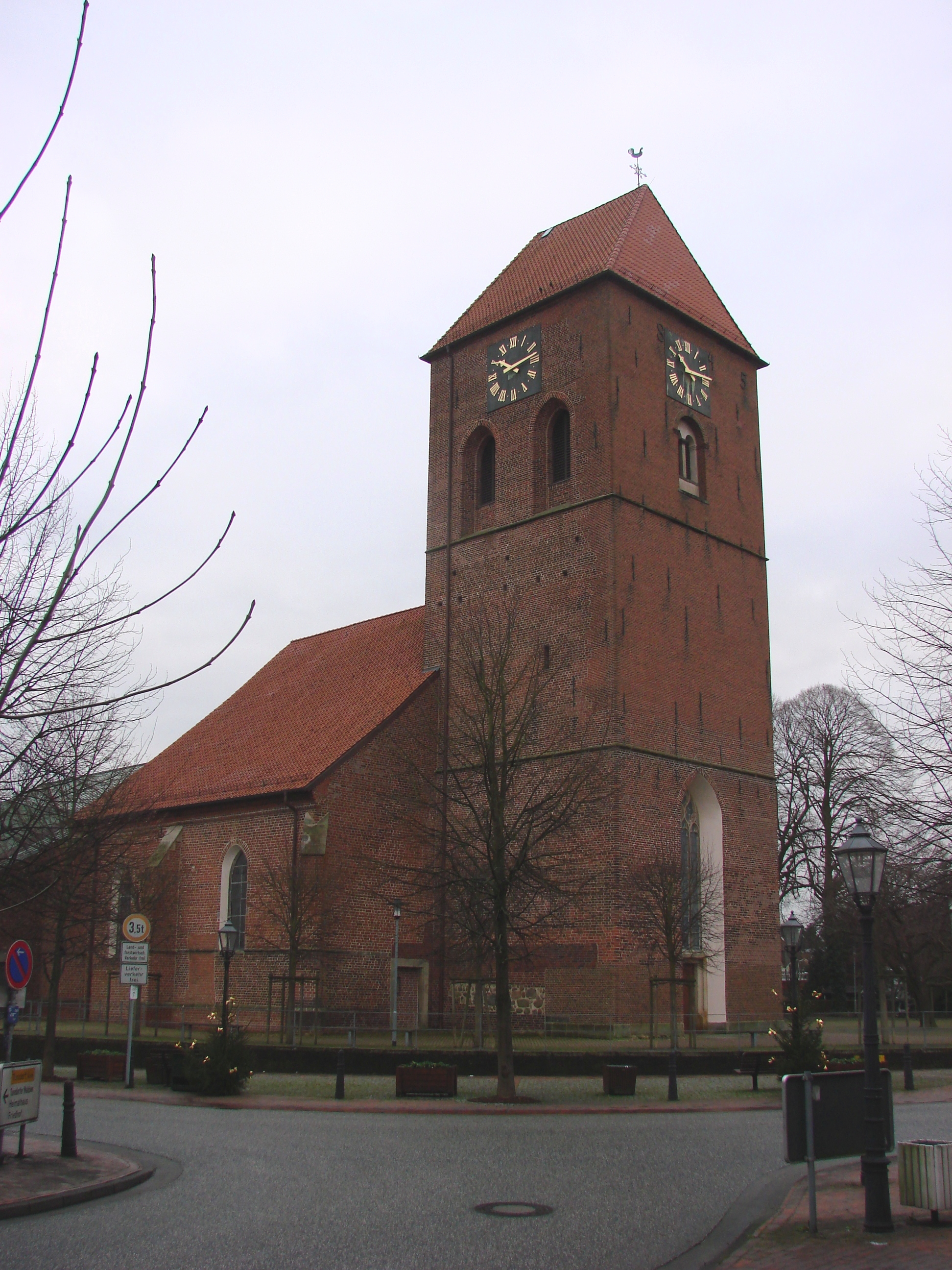
St. Amandus

St. Amandus ist eine römisch-katholische Kirche in Aschendorf (Papenburg).
Die zum Teil über 1000 Jahre alte Kirche ist das Zentrum einer der ältesten norddeutschen Gemeinden. Zahlreiche archäologische Grabungen haben unter anderem fünf Vorgängerkirchen nachgewiesen.

## Archäologie und Baugeschichte
Nach den archäologischen Untersuchungen, die 2001/02 in der Kirche stattfanden, wurde eine erste Holzkirche vermutlich in der zweiten Hälfte des 9. Jh. errichtet. Eine Kirche aus liudgerischer Zeit ist somit bisher nicht nachweisbar. Die in den Untersuchungen festgestellte Abfolge von fünf aufeinanderfolgenden Holzbauten ist ein bisher einmaliger Befund. Der erste dreischiffige Holzkirchenbau ist für Nordwestdeutschland ein eher atypischer Bau, der sich deutlich von gleichzeitigen Profanbauten unterscheidet. Ähnlichkeiten ergeben sich zu Vergleichsbefunden aus dem Rheinland. Bereits Ende des 9./Anfang des 10. Jahrhunderts brannte die erste Holzkirche ab und wurde durch einen kleineren Holzbau ersetzt. Bis ins 12. Jahrhundert folgten weitere drei Holzkirchenbauten. Die dritte Holzkirche wurde in einer neuen Technik, dem Schwellbalkenbau, errichtet. Hierbei waren noch Inneneinbauten, wie z. B. eine Chorschranke erkennbar.  An den ersten beiden Kirchen wurden zahlreiche Säuglingsbestattungen gefunden, die vermutlich keine sogenannten Traufgräber darstellen, sondern auf einen vorchristlichen Bestattungsritus zurückzuführen sind, da in frühmittelalterlichen Siedlungen häufig Säuglingsbestattungen in Wandbereichen von Wohnhäusern gefunden wurden. Mitte des 13. Jahrhunderts wird die erste Steinkirche in Kreuzkirchenform im spätromanischen/frühgotischen Übergangsstil errichtet. Um 1300 wurde die Kreuzkirche durch einen Südanbau erweitert. Ende des 15. Jahrhunderts (Datumsstein 1498) wurde der Nordanbau errichtet und der Turm erhöht. Durch diese beiden Anbauten hat die Kirche jetzt ein kurzes Hallenschiff mit drei Jochen in der Breite aber nur zwei Jochen in der Länge.
1969 wurde der spätgotische Chor abgerissen um Platz für eine moderne Erweiterung des Kirchenschiffs zu machen.
Der so entstandene große Kirchenraum wurde 2005 durch eine Glaswand zwischen mittelalterlichem und neuem Teil geteilt, sodass jetzt beide Räume getrennt nutzbar sind.

## Geschichte
Vermutlich im Laufe des 9. Jahrhunderts erhielt das Kloster Corvey die Kirche und die dazugehörigen Pfründen als Geschenk. Die erste gesicherte Nachricht über eine Kirche in Aschendorf stammt aus einer Urkunde im Zusammenhang mit Zehntabgaben an das Kloster Corvey Anfang des 12. Jahrhunderts. Im Jahr 1157 wird die Kirche in Aschendorf als ecclesia baptismalis, also als Taufkirche erwähnt. Das seltene Amandus-Patrozinium, anhand dessen eine frühe Errichtung einer Kirche vermutet wurde, ist erst 1514 erstmals belegt.

## Ausstattung
Der Hochaltar stammt von Franz Rudolf Jöllemann (1703–1767), dem Sohn von Thomas Simon Jöllemann. Franz Rudolf Jöllemann hatte seine Werkstatt in Aschendorf. Für den Altar fertigte der Bildhauer Johann Heinrich König aus Münster mehrere Figuren. Es sind die Skulpturen des Kirchenpatrons Amandus sowie von Johann von Nepomuk, Antonius von Padua und Franz Xaver. Sie gelten als die besten Arbeiten Königs.

## Kirchenmusik
Da das Kirchengebäude in zwei kleinere Kirchenräume geteilt ist, besitzt die Kirche zwei Orgeln. Das Kuriose: Die kleine Orgel befindet sich in der „großen Kirche“, die große Orgel in der „kleinen Kirche“.

### Die kleine Orgel
Die kleine Orgel hat eine lange Geschichte. Ursprünglich war sie von Marcussen Orgelbau 1885 für die St. Michaeliskirche in Schleswig gebaut worden. Jahrzehnte später versetzte man sie dann in die Friedenskirche. Hierbei änderte man auch den Prospekt und das Erscheinungsbild. Im Jahre 2005 wurde sie dann nach Aschendorf gebracht und löste dort eine vom Bistum Osnabrück gestellte Aushilfsorgel ab. Die Orgel besitzt 16 Register auf zwei Manualen mit selbstständigem Pedal. Die Traktur ist mechanisch.
| I Hauptwerk C– |              |       |
| 1.             | Prinzipal    | 8′    |
| 2.             | Spitzflöte 0 | 8′    |
| 3.             | Oktave       | 4′    |
| 4.             | Flöte        | 4′    |
| 5.             | Nasat        | 2 ⁄3′ |
| 6.             | Mixtur IV    |       |
| 7.             | Trompete     | 8′    |

| II Positiv C– |                   |    |
| 08.           | Gedackt           | 8′ |
| 09.           | Rohrflöte         | 4′ |
| 10.           | Prinzipal         | 2′ |
| 11.           | Sesquialtera II 0 |    |
| 12.           | Scharff III       |    |

| Pedalwerk C– |                          |     |
| 13.          | Subbass                  | 16′ |
| 14.          | Oktavbass                | 08′ |
| 15.          | Choralbass               | 04′ |
| 16.          | Hintersatz IV (vakant) 0 |     |
| 17.          | Posaune                  | 16′ |

- Koppeln: II/I, I/P, II/P

### Die große Orgel
Die große Orgel auf der Empore in der kleinen Kirche wurde 1963 durch Franz Breil, Dorsten, unter Verwendung älteren Pfeifenmaterials gebaut. Sie besitzt 23 Register auf zwei Manualen mit selbstständigem Pedal. Die Spieltraktur ist mechanisch, die Registertraktur elektrisch. Sie klingt sehr sanft, kann aber beim Tutti enorme Lautstärke erzeugen und bietet vielfältige Registriermöglichkeiten.

### Glocken
Für St. Amandus (Aschendorf) lieferte die renommierte norddeutsche Glockengießerei Otto von Hemelingen/Bremen wiederholt Bronzeglocken. Im Jahr 1892 eine Glocke (cis), im Jahr 1893 zwei Glocken (fis – gis; im Krieg eingeschmolzen) und im Jahr 1947 eine Glocke (des (cis)).